# 龙坪镇 (遵义市)
龙坪镇，是中华人民共和国贵州省遵义市播州区下辖的一个乡镇级行政单位。

## 行政区划
龙坪镇下辖以下地区：
龙坝居社区、中心村、兴隆村、小湾村、上水村和大兴村。